# Shima
Shima (志摩市, Shima-shi) is een havenstad in de prefectuur Mie in Japan. De oppervlakte van de stad is 179,72 km² en midden 2009 had de stad circa 55.500 inwoners. De stad behoort tot het Ise-Shima Nationale Park (伊勢志摩国立公園, Ise Shima Kokuritsu Kōen).
De stad heeft twee baaien: Matoya-baai en Ago-baai. De Matoya-baai is bekend om de productie van oesters en de Ago-baai is bekend door de productie van parels.
Tot de stad behoren drie bewoonde eilanden: Watakano in de Matoya-baai, Kashiko en Masaki in de Ago-baai.

## Geschiedenis
Op 1 oktober 2004 werd Shima een stad (shi) na samenvoeging van de gemeentes Shima (志摩町, Shima-chō), Ago (阿児町, Ago-chō), Isobe (磯部町, Isobe-chō), Daio (大王町, Daiō-chō) en Hamajima (浜島町, Hamajima-chō).

## Bezienswaardigheden

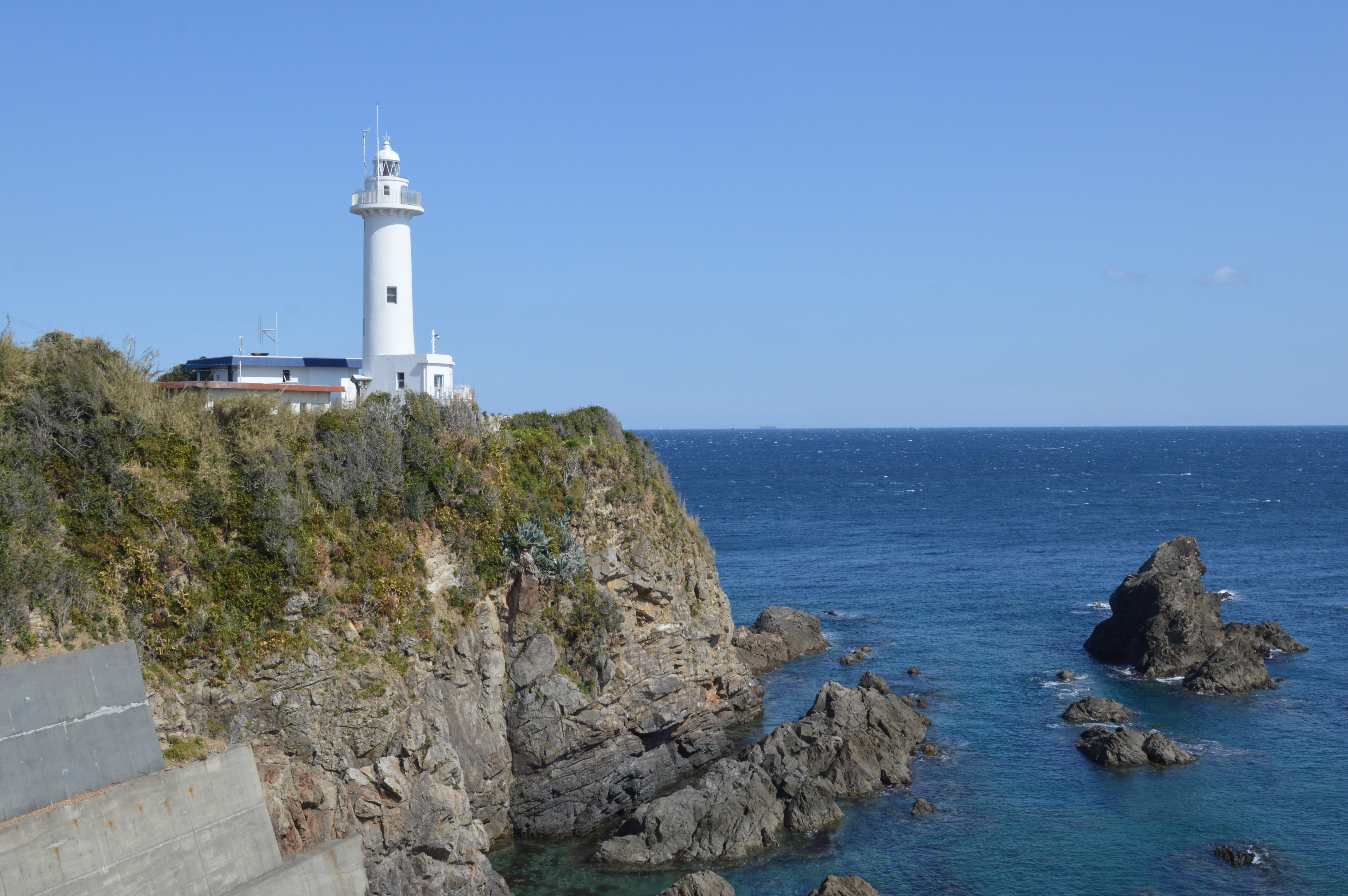
Vuurtoren op Kaap Daiōzaki

- Kaap Daiōzaki
- Funakoshi-jinja
- Nakiri-jinja
- Het Spaanse dorp, een pretpark

## Verkeer
Shima ligt aan de Shima-lijn van de Kintetsu (Kinki Nippon Tetsudō).
Shima ligt aan de autowegen 167 en 260.

## Aangrenzende steden
- Ise
- Toba

## Geboren in Shima
- Yasumasa Hane (羽根泰正, Hane Yasumasa), go-speler
- Noriyoshi Ohmichi (大道典良, Ohmichi Noriyoshi), honkballer
- Naoki Hane (羽根直樹, Hane Naoki), go-speler, de zoon van Yasumasa Hane